# Wolfgang von Schaezler
Wolfgang Lorenz Freiherr von Schaezler (* 23. April 1880 in Augsburg; † 5. Juni 1967 ebenda) war ein deutscher Jurist und Gutsherr.

## Leben und Wirken

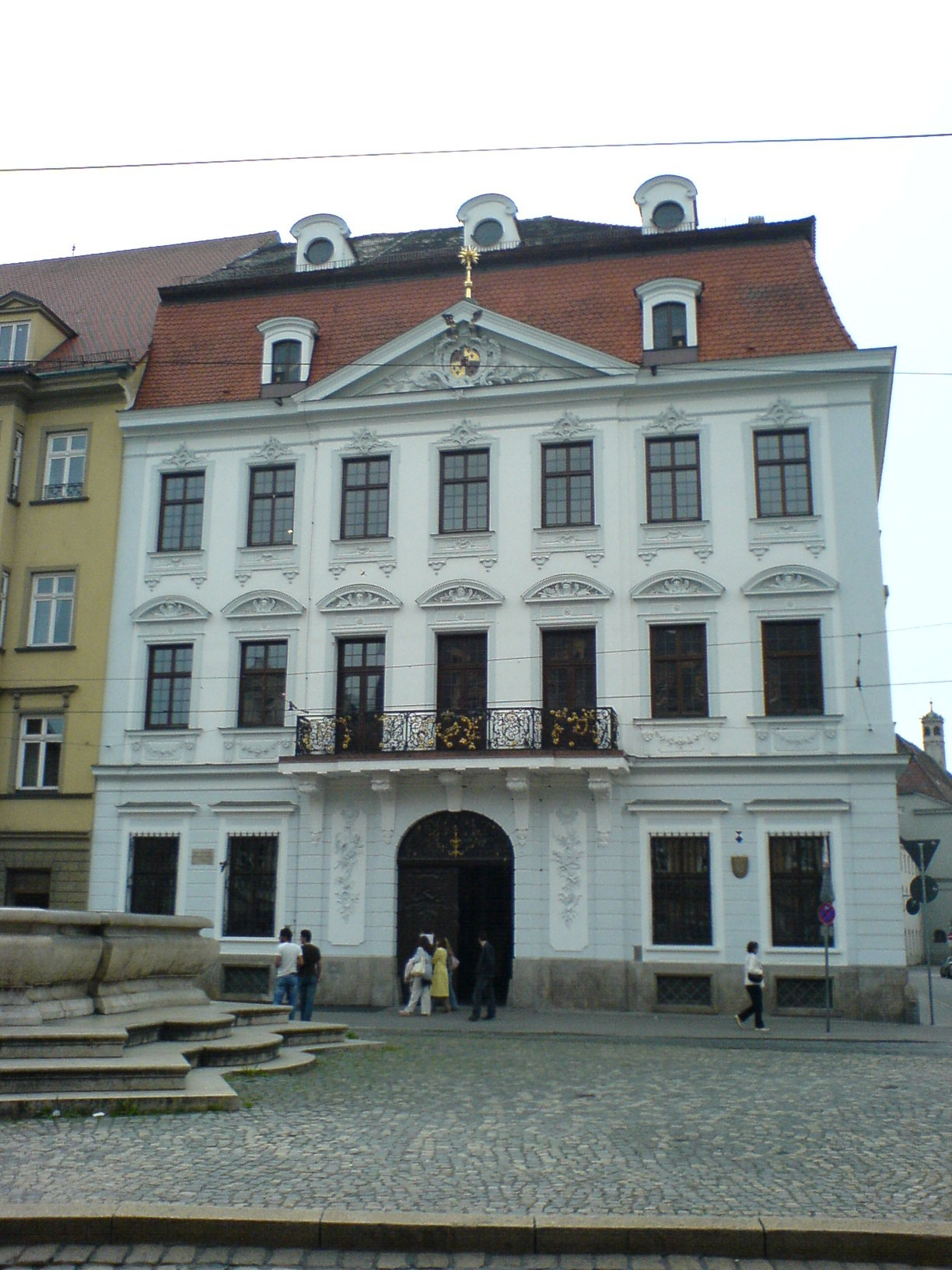
Ansicht des Schaezlerpalais' in der Augsburger Maximilianstraße

Er entstammte der bedeutenden und später nobilitierten Augsburger Bankiers- und Unternehmerfamilie von Schaezler. Sein Urgroßvater war Johann Lorenz von Schaezler, der 1821 in den Adelsstand erhoben worden war. Seine Eltern waren der Fideikommissherr Freiherr Alfred von Schaezler (* 1834; † 1922) und dessen zweite Ehefrau Freiin Anna von Seckendorff-Aberdar (* 1846; † 1927). Wolfgang von Schaezler hatte mehrere Geschwister, alle aus dieser genannten Verbindung. Der Vater hatte zugleich mehrere Ämter inne, war u. a. ehem. Reichsrat der Krone Bayerns, kgl. bayr. Kammerherr sowie Rechtsritter des Johanniterordens; in erster Ehe mit Luise Henriette Sophie Wilhelmine von Flotow-Kogel verheiratet, geschieden 1876.
Nach dem Abitur studierte Wolfgang von Schaezler Rechtswissenschaften in Berlin, Würzburg und München. In letztgenannter Stadt promovierte er 1905 zum Dr. jur. Folgend verwaltete er die eigenen Güter Sulzemoos und Rehling. Zudem war er im Aufsichtsrat der Augsburger Kammgarn-Spinnerei und Naturschutzbeauftragter des damaligen Landkreises Aichach, heute Landkreis Aichach-Friedberg.
Der erste Gefallene der Gemeinde Rehling im Zweiten Weltkrieg war von Schaezlers Sohn Dietrich Freiherr von Schaezler, der 1940 mit 23 Jahren bei Noyon in Frankreich ums Leben kam. Er war Oberleutnant in einer Fernaufklärer-Staffel. Zwei Jahre später verlor Familie von Schaezler einen zweiten Sohn. Lorenz Freiherr von Schaezler stürzte im März 1943 in Frankreich ab und ist in La Roschelle beerdigt. Er wurde 22 Jahre alt. Er war Feldwebel und Offiziersanwärter in der Jagdgruppe Ost und Inhaber des Flugzeugführerabzeichens. Sterbebilder dieser beiden Soldaten aus der adeligen Familie findet man an einem speziellen Ort, der nur wenigen bekannt sein dürfte. Die Bilder hängen noch heute in einer alten Hofkapelle der Familie Lechner in Kagering westlich des Hofes in einem kleinen Wäldchen. Der damalige Baron hatte zur Familie des Einödhofes Lechner gute Kontakte, auch wegen der Lechauen und des dort ganz in der Nähe befindlichen Taglilienfeldes, das von der Adelsfamilie oft besucht wurde. Unter den Sterbebildern ist – wie ein Mahnmal – ein handgeschriebener Nachruf der Eltern vom Pfingstsonntag 1946 angebracht. Darin heißt es unter anderem:
„Drunten stehet die Kapelle, Schauet still zum Schloss herauf.
(...)
Täglich blicken Eltern nieder, zu den beiden Söhnen n’aus.
 Diese grüßen herauf wieder, sind, unsichtbar, doch zuhaus.“
Am 4. Oktober 1958 stifteten der Freiherr und seine Frau Hilda, geb. Freiin von der Tann-Rathsamhausen, in Erinnerung an ihre beiden im Krieg gefallenen Söhne Dietrich († 1940) und Lorenz († 1943) der Stadt Augsburg das Schaezlerpalais. Die Stiftung ist mit der Auflage verbunden, das Gebäude niemals zu verkaufen und es für alle Zeiten kulturellen Zwecken zur Verfügung zu stellen. Um den Unterhalt zu sichern, übergab Wolfgang von Schaezler zudem 138 Hektar Wald an die Stadt Augsburg.

## Ehrungen
- Ehrenbürger von Sulzemoos
- Ehrenbürger von Alsmoos
- Ehrenbürger von Rehling
- Ehrenbürger von Augsburg
- Bayerischer Verdienstorden